# Kaggod, Bijapur
Kaggod là một làng thuộc tehsil Bijapur, huyện Bijapur, bang Karnataka, Ấn Độ.